# Alfonso Turconi
Alfonso Maria Turconi (Milano, 12 febbraio 1738 – Parigi, 28 settembre 1805) è stato un politico e filantropo italiano.

## Biografia
Ultimo discendente della casata Turconi, figlio di Ippolito Turconi e della marchesa Anna Ghisleri, già vedova Gallarati e Scotti. 
Crebbe a Milano e fu alunno (1757) della Pontificia accademia ecclesiastica. Viaggiò in tutta Europa scegliendo infine di risiedere a Parigi, affascinato dalle idee della Rivoluzione francese. Sostenitore e finanziatore di patrioti e giornali liberali, promotore di assistenza sociale per anziani e poveri.
Alla nascita della Repubblica Elvetica entrò nella Commissione incaricata di redigere la nuova costituzione. Nel 1803 destinò, non avendo eredi, con atto testamentario, i propri beni per la costruzione di un ospizio per poveri. 
Si diede seguito alle sue volontà solo nel 1848, quando il Consiglio di Stato ticinese soppresse il convento dei Cappuccini di Mendrisio. L'incarico di progettare la struttura ricettiva che fu chiamata "Ospizio della Beata Vergine" e in seguito OBV (Ospedale della Beata Vergine) fu affidato all'architetto Luigi Fontana (1812 - 1877) il quale presentò al comune e cantone il progetto del nuovo ospizio il venerdì 10 giugno 1853. La struttura fu inaugurata il lunedì 19 marzo 1860 giorno di san Giuseppe. Al centro del cortile dell'edificio che ha funto poi da ospedale e ospita oggi l'Accademia di architettura di Mario Botta, si trova la statua dello stesso Turconi, scolpita nel 1868 da Vincenzo Vela (1820 - 1891).